# Muž, který se podobá odvrácené straně Měsíce
„Muž, který se podobá odvrácené straně Měsíce“ je pátý singl brněnské rockové skupiny Progres 2. Byl vydán v roce 1982 (viz 1982 v hudbě) a pochází z dvojalba Třetí kniha džunglí.
Singl obsahuje dvě skladby z úvodu druhého disku Třetí knihy džunglí. Známá píseň „Muž, který se podobá odvrácené straně Měsíce“ se zde nachází ze zkrácené verzi, která je oproti verzi z alba kratší přibližně o dvě a půl minuty. Naopak skladba „Neznámé nevpouštěj dál“ na B straně je zde umístěna ve stejné stopáži.

## Seznam skladeb
1. „Muž, který se podobá odvrácené straně Měsíce“ (Dragoun/Čort) – 4:27
2. „Neznámé nevpouštěj dál“ (Kluka/Čort) – 4:43

## Obsazení
- Progres 2
  - Miloš Morávek – elektrická kytara, vokály
  - Pavel Pelc – baskytara, klávesy, vokály
  - Roman Dragoun – klávesy, vokály, zpěv (1)
  - Zdeněk Kluka – bicí, vokály, zpěv (2)